# Xetaq Qazyumov
Xetaq Qazyumov, parfois transcrit en russe Khetag Gazyumov, en ossète Гозымты Русланы фырт Хетæг, Gozymty Ruslany fyrt Xetæg, né le 24 avril 1981 à Suadag, est un lutteur libre azerbaïdjanais.

## Biographie
Il est médaillé de bronze aux Jeux olympiques d'été de 2008 à Pékin en catégorie des moins de 96 kg. Le 12 août 2012, il obtient la médaille de bronze aux Jeux olympiques de Londres dans la même catégorie.